# 獵鷹系列運載火箭
猎鹰是美国SpaceX公司所生产的运载火箭系列。

## 獵鷹1號火箭

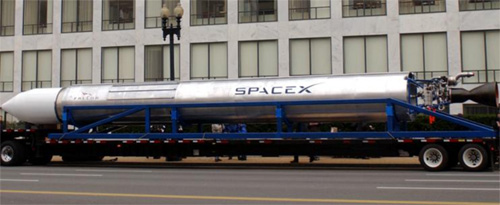
停在美国联邦航空局楼前的獵鷹1號火箭

獵鷹1號火箭為可部分重複使用的發射系統，SpaceX設計製造此火箭供發射商業太空任務，此兩節是火箭使用液態氧/煤油作為燃料。第一節使用一顆默林引擎；第二節使用一顆Kestrel引擎。獵鷹1號火箭為世界第一個使用私人資金製造液態軌道火箭的計畫，每次發射只要670萬美元（2006年幣值）。

### 技術諸元
| 功能             | 軌道發射火箭                     |
| 製造商           | SpaceX                           |
| 所屬國           | 美國                             |
| 高度             | 21.3 公尺(70 呎)                 |
| 直徑             | 1.7 公尺 (5.5 呎)                |
| 發射質量         | 27,200 公斤 (60,000 磅)          |
| 節數             | 2                                |
| 低地軌道酬載能力 | 670 公斤(1480 磅)                |
| 極地軌道酬載能力 | 430 公斤(990 磅)                 |
| 第一節引擎       | 1 SpaceX 默林火箭发动机          |
| 推力             | 343000牛頓 (77,000 磅)           |
| 比推力           | 255秒 (海平面)(2600牛頓·秒/公斤) |
| 推進時間         | 169 秒                           |
| 燃料             | 液態氧/煤油                      |
| 第二節引擎       | 1 SpaceX Kestrel引擎             |
| 推力             | 31000牛頓(7,000 磅)              |
| 比推力           | 327 秒(真空中)(3.2牛頓·秒/公斤)) |
| 推進時間         | 378 秒                           |
| 燃料             | 液態氧/煤油                      |

### 發射歷史
| 狀態     | 未除役                                          |
| 發射地點 | Omelek 海島SLC-3W Vandenberg AFB卡納維爾角LC-36 |
| 共計發射 | 1                                               |
| 失敗     | 1                                               |
| 首次飛行 | 2006年3月24日 22:30 格林威治時間                |

### 設計

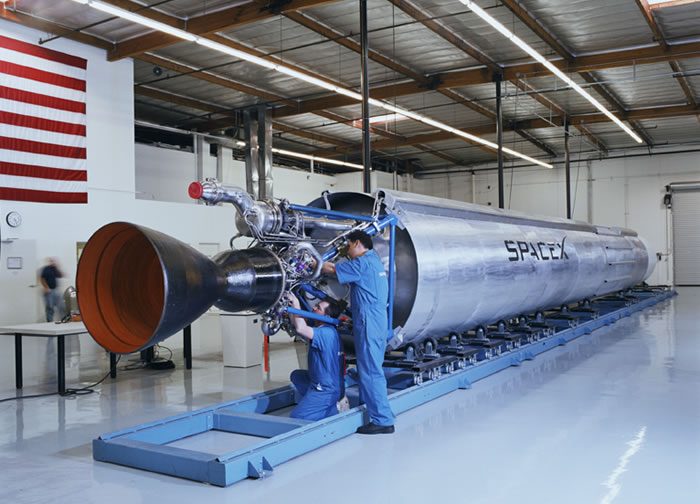
默林火箭发动机

獵鷹1號火箭的設計能使發射到低地球軌道的衛星可使用最低價格，它計畫把獵鷹5號火箭部分零件重複使用，第一節利用降落傘減速降落至海面，找回並重複使用。但第二節無法重複使用。
- 第一節

第一節由鋁合金製成，他用隔版隔開液態氧及煤油的燃料槽，且壓力也十分穩定。獵鷹一號可不經特殊處理就發射（像Delta 2早期的設計）；也可以經特殊處理使火箭推力更大（像Atlas 2不加壓就不能發射），但此設計會使第一節變的比較重，即使用降落傘系統；由Irvin降落傘公司生產製造有一個高速傘及一個主傘，降落傘減速降落至海面，找回並重複使用。而另一個壓低價格的方式是不用保冷系統，也就是用一塊毯子包在第一節的液態氧槽外，可以使重量減輕。第一節經過Space X測試之後，印證了第一節的回收再利用，回收方式也是完美的，發射金額也會如預期的降低。
- 第二節

第二節使用鋁鋰合金製成，可耐低溫，利用氦氣將液態燃料推送至引擎，也利用燃料供給量的不同造成不同的推力，進而控制火箭本體也使用零堆績液態燃料系統，使燃料更快進入引擎；燃燒加壓槽由Arde公司製造（與Delta 4相同）是用多種金屬之合金所製成。

### 火箭分離
主引擎點火節流閥由電腦控制，當火箭升空時將流量控制到最大量，如果系統正常運作火箭會在7秒內脫離發射台，第一節會推進至少169秒；第二節會分離使用爆炸螺栓技術、氣動分離系統及更多技術使第一節和第二節能更快速的分離。

### 第一次發射失敗
獵鷹1號火箭的默林引擎著火在第一次火箭發射中。
第一次的發射日期一再延後是因為引擎問題和發射地點一再改變，第一次預定發射日期為2005年9月26日從馬紹爾群島的瓜加林環礁發射，酬載物是高等防禦衛星研究計畫但被延至十二月中旬，且衛星改為美國航天大學的獵鷹SAT-2，並經過慎重的處理2005年9月12日一個真空閥在錯誤的開啟使火箭不能發射升空，也造成火箭內部被吸住而損害，最後決定拆下第一節重修，並二度延遲發射日期，幾經延遲後預定在地面進行點火測試的日期是2006年1月10日，測試結果並沒有得到上級的認可，並要求再次檢查，過了兩個月，終於到了第一次獵鷹1號火箭發射，發射時間為2006年3月25日星期六9點30分但結果卻是失敗的。

### 預定發射

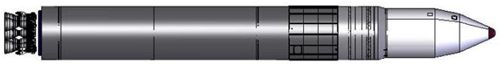
獵鷹5號火箭

| 發射時間             | 發射地點       | 發射衛星        | 備註                                              |
| -------------------- | -------------- | --------------- | ------------------------------------------------- |
| 2006年3月24日, 22:30 | Omelek         | FalconSat-2     | 失敗，引擎故障在T+25 秒鐘，火箭損失; 酬載回收了。 |
| 2007年2月            | Omelek         | DemoSat         | 預定                                              |
| 2007年5月            | Omelek         | TacSat-1        | 預定                                              |
| 2007年6月            | Omelek         | RazakSAT        | 預定                                              |
| 2007年11月           | Omelek         | 火星重力Bio衛星 | 預定                                              |
| 2008年中             | Vandenberg AFB | 各種各樣的衛星  | 預定                                              |
| 2008年年底           | Vandenberg AFB | 未定            | 預定                                              |
| 2009年年底           | Vandenberg AFB | 未定            | 預定                                              |

## 獵鷹5號火箭
獵鷹5號火箭為一兩節是火箭，且是不完全回收的火箭，由Space X製造。第一節有五個默林引擎，第二節則有一個，都使用煤油及液態氧為燃料，獵鷹9號火箭將是世界第一個完全回收的火箭。	

### 技術諸元
| 長度       | 154呎(47 公尺)                                                         |
| 直徑       | 12呎(3.65公尺 )                                                        |
| 離地質量   | 340,000 磅(最大質量)(155,000公斤)                                      |
| 階段       | 2                                                                      |
| 第一節引擎 | 3默林引擎                                                              |
| 推力       | 425,000磅(1,890 千牛頓）                                               |
| 比推力     | 255 秒(海平面)上(2.6千牛頓*秒/公斤)~304 秒 (真空)中(3.0千牛頓*秒/公斤) |
| 推進時間   | 200 秒                                                                 |
| 燃料       | 液態氧/煤油                                                            |
| 第二節引擎 | 1 默林引擎                                                             |
| 推力       | 92,000 磅(409 千牛頓)                                                  |
| 比推力     | 304 秒 (真空)中(3.03千牛頓*秒/公斤)                                    |
| 推進時間   | 300 秒                                                                 |
| 燃料       | 液態氧/煤油                                                            |

### 性能
獵鷹5號火箭為自農神5號火箭以來能夠在1至2顆引擎損壞的情況下飛行的火箭，獵鷹5號火箭也能依靠3顆引擎來飛行，當引擎損壞時，火箭仍十分可靠，獵鷹5號火箭更是自太空梭以來公認能載人的火箭。

### 發射地點
首次發射在馬紹爾群島瓜加林（Kwajalein）環礁雷根（Reagan）發射場發射，第二次發射將在范登堡（Vandenbreg）空軍基地複合體3W發射。
- 范登堡（Vandenbreg）空軍基地複合體3W
- 卡納維爾（Canaveral）角空軍基地複合體36
- 馬紹爾群島瓜加林（Kwajalein）環礁雷根（Reagan）發射場
- 克迪亞克（Kodiak）島
- 瓦拉普斯（Wallops）島

## 獵鷹9號火箭衍生設計
最初獵鷹5號火箭在2005年至2006年改裝成較大的獵鷹9號火箭，獵鷹9號火箭重新設計第一節並增加四引擎成為九引擎，且減少單位推力的燃料量，獵鷹5號火箭是不經濟實慧的（燃料槽並未裝滿燃料），而且建造獵鷹9號火箭並不貴。

### 酬載能力
- 200公里近地軌道（28度）：4100公斤
- 地球同步軌道：1050公斤

（預估值）

## 獵鷹9號火箭
獵鷹9號火箭是Space X EELV系列發射車的計畫之一，預定在2008年第一次發射有三種規格供衛星使用的需求，酬載空間可放8700公斤到24750公斤之間到低地球軌道，另有3100公斤到9650公斤到地球同步軌道，直徑為5.2公尺，並打算作為在人往返太空的交通工具。

### 技術諸元
| 長度       | 53公尺(174 呎)                             |
| 直徑       | 3.6公尺(12公尺)                            |
| 發射質量   | 290,000 公斤 (640,000 磅)                  |
| 節數       | 2 + 助推器（2+1）                          |
| 第一節引擎 | 9 ×默林引擎                                |
| 推力       | 3400000牛頓(765,000磅)(在海平面, 最大推力) |
| 比推力     | 255 秒 (海平面) 304 秒 (真空)              |
| 燃料       | 液態氧/煤油                                |
| 第二節引擎 | 1 ×默林引擎                                |
| 推力       | 410 000牛頓(92,000 磅)                     |
| 比推力     | 304 s (真空)                               |
| 推進時間   | 265 秒                                     |
| 燃料       | 液態氧/煤油                                |

### 設計
第一節有九顆默林引擎；第二節則有一顆，兩節皆為可回收式的，獵鷹9號火箭是有次序的將所有引擎點燃，並用電腦全程控制，如有任何問題會自動將液態燃料供給系統關閉，SpaceX再當時將會擁有先進的發射技術，前兩次發射地點在范登堡空軍基地及馬紹爾群島。
- 獵鷹9號火箭：獵鷹9號火箭為單一支火箭，與獵鷹1號火箭和獵5號火箭類似，但有九顆引擎，在第一節8700公斤到低地球軌道；3100公斤到地球同步軌道，預估花費為3500萬美元。（2006年幣值）
- 獵鷹9號火箭-S5型：獵鷹9號火箭-S5型有兩支五引擎之輔助推進火箭，輔助火箭成對且平行吊掛在主燃料槽外，並支撐主燃料槽，可將16500公斤送至低地球軌道，6400公斤的酬載送至地球同步軌道，預估花費5100萬美元。（2006年幣值）
- 獵鷹9號火箭-S9型：獵鷹9號火箭-S9型是獵鷹9號火箭-S5型的進階版，有兩支九引擎之輔助推進火箭，可酬載24750公斤到低地球軌道及9650公斤到地球同步軌道，一次花費約為7800萬美元。（2006年幣值）

### 行程表
2008年第一季：從瓜加林環礁發射美國政府衛星。
2008年第二季：從瓜加林環礁發射MDA公司衛星。
2008年第四季：從瓜加林環礁發射Bigelow Aerospace充氣太空站。

## 技术参数对比
| 發射器                     | 獵鷹1號                                                     | 獵鷹9號                                                                   | 獵鷹重型                      |
| -------------------------- | ----------------------------------------------------------- | ------------------------------------------------------------------------- | ----------------------------- |
| 第一節                     | 1 × 默林1A发动机（2006–2007） 1 × 默林1C发动机（2008–2009） | 9 × 默林1D发动机                                                          | 3支 9 × 默林1D发动机          |
| 第二節                     | 1 × Kestrel                                                 | 1 × 默林真空1D                                                            | 1 × 默林真空1D                |
| 高度 (m)                   | 21.3                                                        | v1.0:54.9 v1.1:68.4 FT:70                                                 | 70                            |
| 直徑 (m)                   | 1.7                                                         | 3.7                                                                       | 3.7                           |
| 海平面推力 (kN)            | 318                                                         | Block 5(2017年中):8,451 FT(2016年末):7,607 FT:6,806 v1.1:5,885 v1.0:4,940 | Block 4:22,819 Block 5:25,500 |
| (kg)                       | 27,200                                                      | FT:549,054 v1.1:505,846 v1.0:333,400                                      | 1420,788                      |
| 有效载荷 (LEO; kg)         | 570                                                         | 22,800                                                                    | 63,800                        |
| 有效载荷 (GTO; kg)         | —                                                           | 8,300                                                                     | 26,700                        |
| 價格 (百萬 USD)            | $6.7                                                        | $62                                                                       | $90( <8000kg GTO)             |
| 成功率 (成功次數/發射次數) | 2/5                                                         | 29/30                                                                     | 2/2                           |